# I Congreso Constitucional (México)
La 1.ᵉʳ Congreso Constitucional de México estuvo integrado por los Senadores y los Diputados miembros de sus respectivas cámaras, estando en funciones del día 1 de enero de 1825 al día  día 31 de diciembre de 1826.
Fue el primer Congreso electo en forma ordinaria para ejercer la titularidad del Poder Legislativo en la historia de México, y su designación fue hecha de acuerdo con las previsiones de la constitución federal de 1824.
Los senadores fueron elegidos por las correspondientes legislaturas de cada uno de los entonces 19 estados federales, correspondiendo dos a cada estado, y por única ocasión el primero de dichos senadores fue elegido para un periodo de cuatro años —por lo que fue también miembro del 2.º Congreso—, mientras que el segundo lo fue por solo dos años. Los diputados por su parte fueron elegidos mediante votación popular en los 19 estados y cinco territorios federales, para un periodo de dos años, que corresponden al presente congreso.
La integración del primer Congreso Constitucional fue como sigue:

## Senado de la República
Los miembros del Senado fueron elegidos, dos por cada estado, por mayoría absoluta de votos de las legislaturas estatales. Por única ocasión, el primer senador fue elegido para un periodo de cuatro años, mientras que el segundo lo fue para uno de dos. En los sucesivos congresos, todos fueron elegidos por cuatro años, renovandose la mitad de ellos cada bienio. Siendo un total de 38 senadores integrantes de la su cámara en cada congreso.

### Senadores electos por entidad federativa
| Estado           | Senador                                             | Estado           | Senador                         |
| ---------------- | --------------------------------------------------- | ---------------- | ------------------------------- |
| Chiapas          | Fernando Luis Corona                                | Puebla           | Manuel Posada y Garduño         |
| Chiapas          | Mariano Montes de Oca                               | Puebla           | Juan Nepomuceno Rosains         |
| Chihuahua        | Florentino Martínez                                 | Querétaro        | Joaquín Guerra                  |
| Chihuahua        | Arcadio Villalva                                    | Querétaro        | Juan de Dios Rodríguez          |
| Coahuila y Texas | Melchor Múzquiz                                     | San Luis Potosí  | Francisco Cendoya               |
| Coahuila y Texas | Agustín Viesca y Montes                             | San Luis Potosí  | José Sixto Verduzco             |
| Durango          | Juan José Escobar                                   | Sonora y Sinaloa | José Joaquín Avilés             |
| Durango          | Loreto Barraza                                      | Sonora y Sinaloa | Manuel Ambrosio Martínez de Vea |
| Guanajuato       | José María Hernández Chico Suple a Casimiro Liceaga | Tabasco          | José María Alpuche              |
| Guanajuato       | Juan Bautista Morales                               | Tabasco          | Francisco Calcáneo              |
| Jalisco          | Juan de Dios Cañedo                                 | Tamaulipas       | Pedro Paredes                   |
| Jalisco          | Valentín Gómez Farías                               | Tamaulipas       | José Antonio Quintero           |
| México           | José Ignacio Espinosa                               | Veracruz         | José María Couto                |
| México           | Francisco Molinos del Campo                         | Veracruz         | Antonio Medina                  |
| Michoacán        | Manuel Diego Solórzano                              | Yucatán          | Pablo Lanz y Marentes           |
| Michoacán        | Tomás Vargas                                        | Yucatán          | Lorenzo de Zavala               |
| Nuevo León       | Joaquín García de la Garza                          | Zacatecas        | Francisco García Salinas        |
| Nuevo León       | Simón de la Garza                                   | Zacatecas        | Pedro Vélez                     |
| Oaxaca           | Demetrio del Castillo                               |                  |                                 |
| Oaxaca           | Manuel Vasconcelos                                  |                  |                                 |

### Presidentes del Senado
- (1 de enero de 1825-31 de enero de 1825): Valentín Gómez Farías
- (1 de febrero de 1825-28 de febrero de 1825): Simón de la Garza
- (1 de marzo de 1825-5 de abril de 1825): Florentino Martínez
- (5 de abril de 1825-30 de abril de 1825): Juan de Dios Cañedo
- (1 de mayo de 1825-21 de mayo de 1825): José María Couto

## Cámara de Diputados

### Diputados electos por entidad federativa
| Estado           | Diputado                                | Estado           | Diputado                                                |
| ---------------- | --------------------------------------- | ---------------- | ------------------------------------------------------- |
| Chiapas          | Joaquín Miguel Gutiérrez                | Oaxaca           | Juan José Serrano Suple a Manuel Santaella              |
| Chiapas          | José Llauger                            | Oaxaca           | Miguel Valentín y Tamayo                                |
| Chihuahua        | José Antonio Ruiz de Bustamante         | Oaxaca           | José María Pando                                        |
| Coahuila y Texas | Rafael Eca y Múzquiz                    | Oaxaca           | José Domingo Martínez Zurita                            |
| Colima           | Leandro Bravo                           | Oaxaca           | Francisco Mimiaga                                       |
| Durango          | Pablo Franco Coronel                    | Puebla           | Antonio Monjardín                                       |
| Guanajuato       | Juan Cayetano Gómez de Portugal y Solís | Puebla           | Antonio Ocampo                                          |
| Guanajuato       | Justo González San Salvador             | Puebla           | Bernardo González Pérez de Angulo                       |
| Guanajuato       | Manuel Zozaya                           | Puebla           | Ignacio Díaz Luna                                       |
| Guanajuato       | Nicolás del Moral                       | Puebla           | Ignacio Zaldívar                                        |
| Guanajuato       | Francisco Robles                        | Puebla           | José María La Llave                                     |
| Jalisco          | Agustín de la Peña                      | Puebla           | José María Vega                                         |
| Jalisco          | Anastacio Reinoso                       | Puebla           | José Ovando                                             |
| Jalisco          | José María Covarrubias                  | Puebla           | Manuel Espejo y Castropol Suple a Ignacio Mesa Martínez |
| Jalisco          | Manuel Cañedo                           | Puebla           | Bernardo Tamariz                                        |
| Jalisco          | Manuel Dieguez                          | Querétaro        | Antonio Cabeza de Vaca                                  |
| Jalisco          | Roque Torrescano                        | Querétaro        | Manuel Altamirano Suple a José Francisco Olvera         |
| México           | José Agustín Paz                        | San Luis Potosí  | Alejandro Zerratón                                      |
| México           | Cayetano Ibarra                         | San Luis Potosí  | Ramón Martínez de los Ríos                              |
| México           | Cirilo Gómez Anaya                      | Sonora y Sinaloa | José María Riva y Rada                                  |
| México           | Félix Osores                            | Sonora y Sinaloa | Juan Francisco Escalante y Moreno                       |
| México           | Francisco Arce                          | Tabasco          | Manuel Quiroga                                          |
| México           | Francisco Camarillo                     | Tamaulipas       | José Eustaquio Fernández                                |
| México           | Francisco María Lombardo                | Tlaxcala         | Mariano Velázquez de la Cadena                          |
| México           | Ignacio Mora                            | Veracruz         | Agustín Pérez Lebrija                                   |
| México           | Juan Anza                               | Veracruz         | Ignacio Blanco                                          |
| México           | Juan Foncerrada y Zoravilla             | Yucatán          | Benito Aznar                                            |
| México           | Manuel Carpio                           | Yucatán          | Diego Santa Cruz                                        |
| México           | Manuel de Heras Soto                    | Yucatán          | Francisco de Paula Villegas                             |
| México           | Rafael Enríquez                         | Yucatán          | Juan Bautista Dondé                                     |
| Michoacán        | Ignacio Álvarez                         | Yucatán          | Pedro Escudero de la Rocha                              |
| Michoacán        | Juan Gómez Puente                       | Yucatán          | Simón Ortega                                            |
| Michoacán        | Manuel Febles                           | Zacatecas        | Santos Vélez                                            |
| Nuevo León       | Eusebio Gutiérrez                       | Zacatecas        | Crispín Velarde                                         |
| Nuevo México     | Santiago Abreu                          | ¿?               | José María Bracho                                       |